# Hattusili III
Hattusili III fue un rey hitita (1265 a. C.-1237 a. C.; cronología corta), esposo de Puduhepa, destacó por su habilidad militar durante su juventud y posteriormente, por sus tratados de paz.

## Biografía
Hattusili era el cuarto hijo de Mursili II, y hermano menor de Muwatalli II. Cuando este último ascendió al trono y trasladó la capital a Tarhuntassa, Hattusili quedó encargado de la defensa de la frontera norte del reino contra las tribus kaskas, cargo en el que demostró habilidad como militar y como líder. Confirmado en el cargo durante el reinado del hijo de Muwatalli, Urhi-Tesub, reconquistó la ciudad sagrada de Nerik, lo que le otorgó aún más prestigio. Temeroso de su influencia y liderazgo, Urhi-Tesub intentó despojarle de su cargo, lo que provocó una breve guerra civil que Hattusili ganó.
Alcanzó el trono, por tanto, con bastante experiencia de gobierno, y la aplicó en intentar lograr un reinado pacífico, para lo cual, nombró al hermano menor de Urhi-Tesub, su sobrino Kurunta, gobernador de Tarhuntassa, que había dejado de ser la capital en el reinado de Urhi-Tesub. En el exterior cultivó buenas relaciones con Babilonia, con Egipto —con él que firmó un tratado de paz para acabar con las hostilidades mantenidas desde tiempos de Muwatalli— y con Asiria, reino al que reconoció el dominio sobre Mitanni al negarse a apoyar al rebelde mitanno Sattuara II.
A pesar de sus intenciones pacíficas, tuvo que lidiar con los gasgas en el norte, y con un levantamiento en Arzawa, encabezada por el rebelde Piyamaradu (ya activo en tiempos de Muwatalli), siendo incapaz de obtener éxitos significativos.
A su muerte, fue sucedido por su hijo Tudhaliya IV, designado heredero en lugar del primogénito Nerikkaili, por razones que no están del todo claras.